# Bill Tilley
	William „Bill” Tilley (ur. 14 września 1938) – australijski piłkarz wodny, olimpijczyk.
Reprezentował Australię w piłce wodnej na Letnich Igrzyskach Olimpijskich 1972, które odbyły się w Monachium, zajmując 12. miejsce.